# Motore al plasma

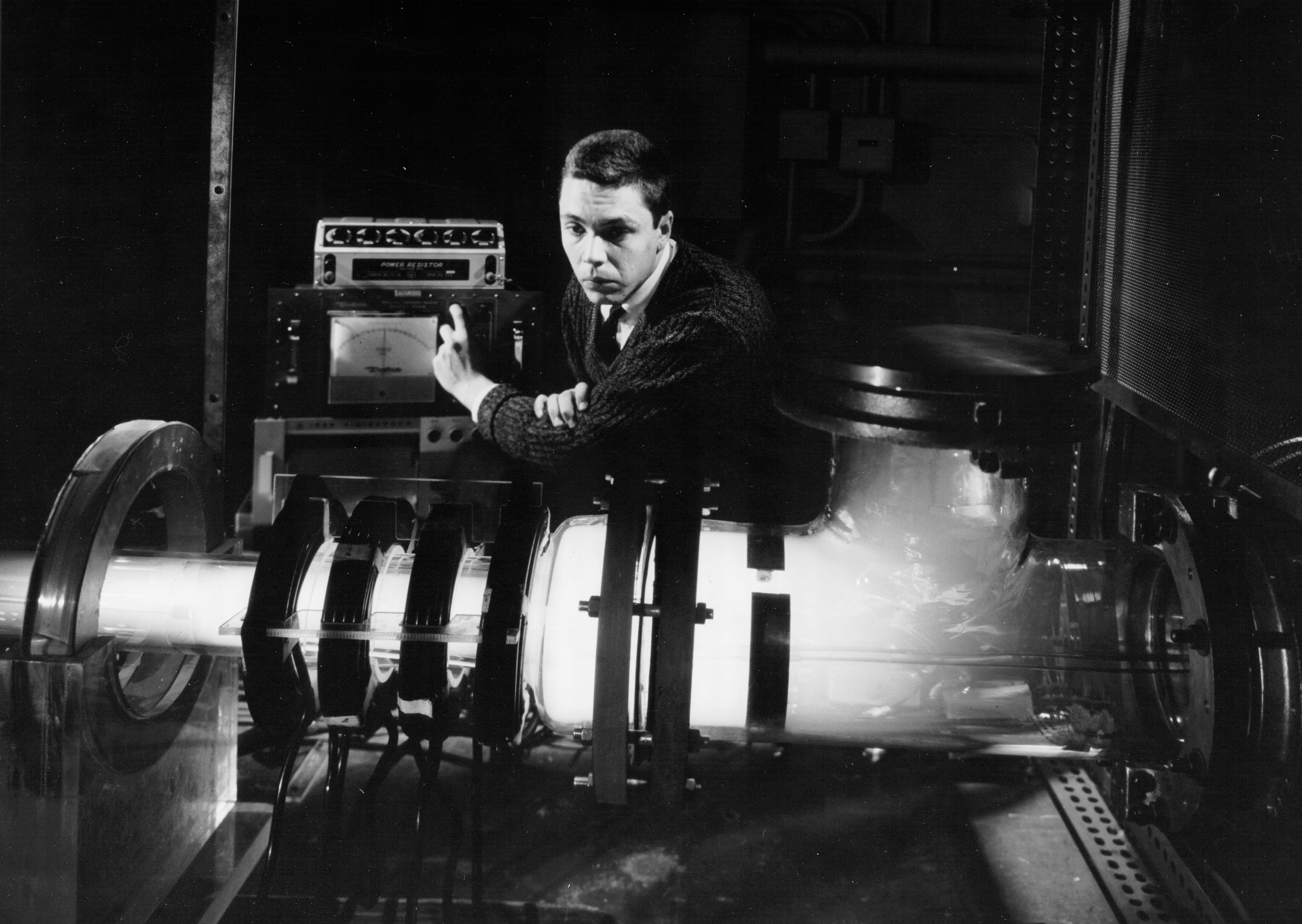
Uno dei primi motori sperimentali al plasma (qui messo in funzione da Raymond W. Plamer, della Electromagnetic Propulsion Division, appartenente al Lewis Research Center di Cleveland, Ohio), 1961

Con motori al plasma si indicano dei propulsori elettrici per uso spaziale che sfruttano la fuoriuscita di masse gassose ionizzate (il plasma), accelerate da campi elettromagnetici, nel processo di generazione della spinta.
Anche se molto meno potenti rispetto ai motori a razzo tradizionali, i propulsori al plasma sono in grado di operare con maggiore efficienza e per lunghi periodi di tempo. Essi, sono meglio adeguati per un impiego su percorsi spaziali di considerevoli durata e distanza.
In passato, motori di questo tipo sono stati sviluppati dall'Unione Sovietica dal 1963 al 1965 con l'obiettivo di portare velivoli spaziali fino a Marte. In anni più recenti, diverse agenzie spaziali hanno sviluppato forme di motori alimentati a plasma, fra cui l'Agenzia Spaziale Europea, l'Agenzia spaziale iraniana e l'Università Nazionale Australiana.

## Tipologie di motori

### Propulsore Helicon a doppio strato
Un propulsore Helicon a doppio strato impiega onde radio per creare sia un plasma che un ugello magnetico. Quest'ultimo convoglia e accelera il primo, generando una spinta. Si noti come l'utilizzo dei campi magnetici sia necessario per proteggere il reattore dal calore sviluppato, il quale va ben oltre la temperatura di fusione dei materiali utilizzati.

### Propulsore magnetoplasmadinamico
I propulsori magnetoplasmadinamici usano la forza di Lorentz (una forza risultante dall'interazione fra un campo magnetico e una corrente elettrica) per generare una spinta. La carica elettrica fatta fluire nel plasma, in presenza di un campo magnetico, produce un'accelerazione per effetto della forza magnetica generata.

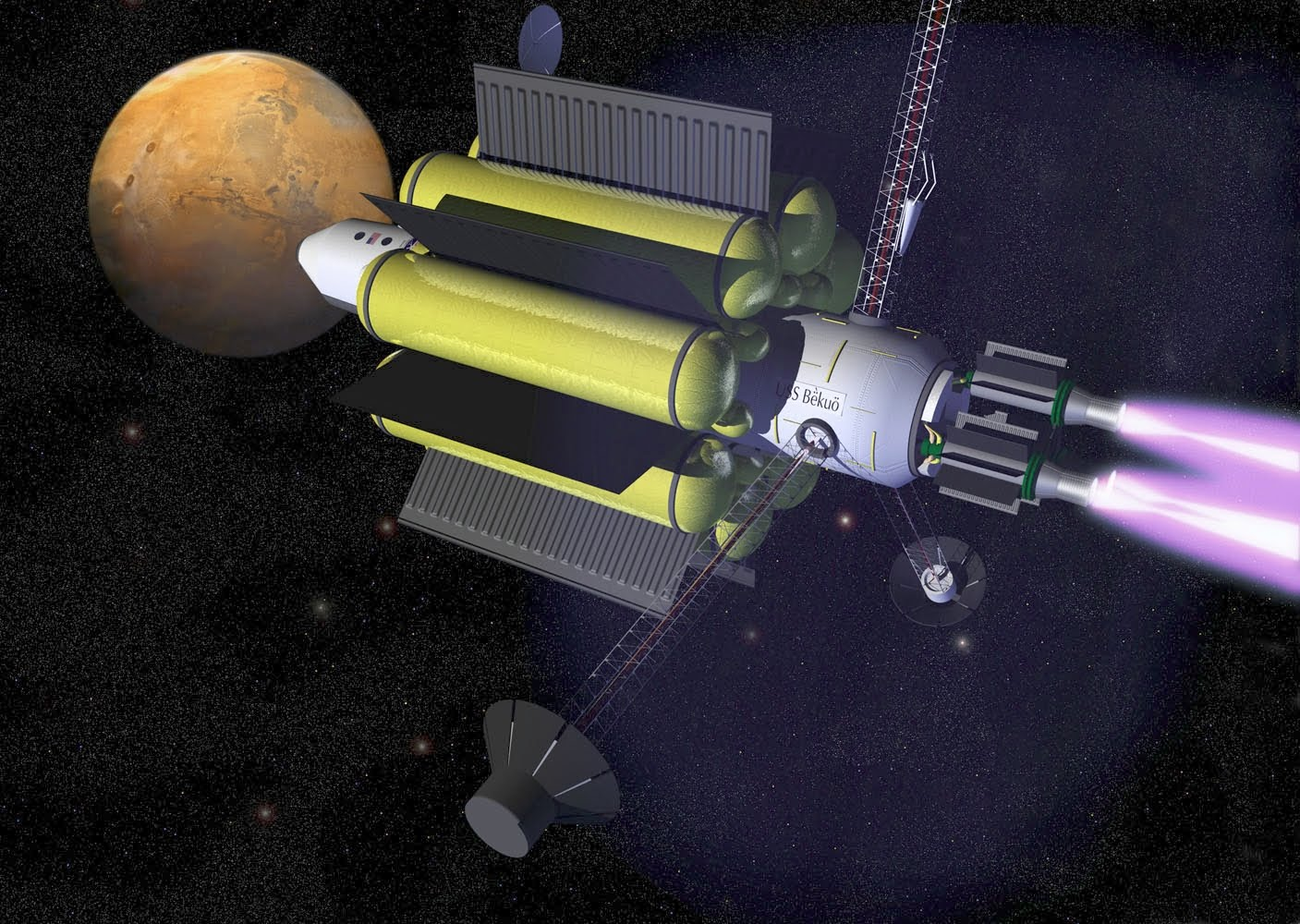
Rappresentazione artistica del motore al plasma VASIMR che spinge un velivolo spaziale

### Propulsore ad effetto Hall
Un propulsore ad effetto Hall, combina un forte campo magnetico statico ad un campo elettrico (prodotto fra un anodo a monte e un catodo a valle, chiamato neutralizzatore). Il risultato, è la creazione di un "catodo virtuale" (zona di alta densità di elettroni) all'uscita del dispositivo. Tale catodo virtuale, attira lo ione, formato all'interno della parte terminale del propulsore, verso l'anodo. Il fascio di ioni così accelerato, viene neutralizzato da alcuni degli elettroni emessi dal neutralizzatore.

### Propulsore a forza ponderomotrice
Un propulsore a forza ponderomotrice, anziché sfruttare elettrodi per accelerare il plasma e provocare la spinta, si serve della forza ponderomotrice (ovvero la forza non lineare che una particella carica sperimenta in un campo elettrico oscillante non omogeneo). Tale forza, agisce sul plasma (o sulle particelle cariche) sotto l'influenza di un forte gradiente di energia elettromagnetica.

### VASIMR
Il VASIMR (Variable Specific Impulse Magnetoplasma Rocket), funziona utilizzando dapprima onde radio per ionizzare un propellente in un plasma, quindi un campo magnetico per accelerare il plasma nella parte terminale del motore a razzo e realizzare una spinta. Il VASIMR è attualmente sviluppato dalla società privata Ad Astra Rocket Company, con sede a Houston, in collaborazione con una società canadese che fabbrica i generatori RF da 200 kW, necessari a ionizzare il propellente. Alcuni di tali componenti vengono testati in un laboratorio della città di Liberia, nella Costa Rica. Questo progetto è guidato dall'ingegnere nucleare ed ex astronauta NASA, Franklin Chang-Diaz (presidente ed amministratore delegato della Ad Astra Rocket Company) e la Costa Rica Aerospace Alliance vi collabora al fine di sviluppare un dispositivo esterno di supporto al VASIMR, da installare all'esterno della Stazione Spaziale ISS, così da poter verificare l'efficacia di tale motore nello spazio. È stato stimato che in 39 giorni dovrebbe portare l'uomo su Marte.